# Tòa thẩm giáo Tây Ban Nha
Toà án của Văn phòng điều tra dị giáo (tiếng Tây Ban Nha: Tribunal del Santo Oficio de la Inquisición), thường được gọi là Toà án dị giáo Tây Ban Nha (Inquisición Española), được các vị vua Công giáo Ferrando II của Aragón và Isabel I của Castilla thành lập năm 1478. Nó được dự định để duy trì tính chính thống của Công giáo trong vương quốc của họ và để thay thế cho Toà án dị giáo thời trung cổ, nằm dưới sự kiểm soát của Giáo hoàng. Nó trở thành thực chất nhất trong ba biểu hiện khác nhau của Toà án dị giáo Công giáo rộng hơn cùng với Toà án dị giáo La Mã và Toà án dị giáo Bồ Đào Nha. "Tòa án dị giáo Tây Ban Nha" có thể được định nghĩa rộng rãi, hoạt động ở Tây Ban Nha và ở tất cả các thuộc địa và lãnh thổ Tây Ban Nha, bao gồm quần đảo Canaria, Hà Lan Tây Ban Nha, Vương quốc Naples và tất cả các tài sản của Tây Ban Nha ở Bắc, Trung và Nam Mỹ. Theo ước tính hiện đại, khoảng 150.000 người đã bị truy tố vì nhiều tội danh khác nhau trong suốt ba thế kỷ của Tòa án dị giáo Tây Ban Nha, trong đó có khoảng 3.000 đến 5.000 người bị xử tử.
Tòa án dị giáo ban đầu được dự định chủ yếu để xác định những kẻ dị giáo trong số những người chuyển đổi từ Do Thái giáo và Hồi giáo sang Công giáo. Quy định về đức tin của người Công giáo mới được chuyển đổi đã được tăng cường sau khi các sắc lệnh hoàng gia ban hành năm 1492 và 1502 ra lệnh cho người Do Thái và Hồi giáo phải chuyển sang Công giáo hoặc rời Castilla. Tòa án dị giáo không bị bãi bỏ dứt khoát cho đến năm 1834, dưới triều đại của Isabel II, sau một thời gian ảnh hưởng giảm dần trong thế kỷ trước.
Tòa án dị giáo Tây Ban Nha thường được trích dẫn trong văn học và lịch sử phổ biến như một ví dụ về sự không khoan dung và đàn áp tôn giáo. Một số nhà sử học đã kết luận rằng nhiều cáo buộc Tòa án dị giáo đã bị phóng đại, và là kết quả của Truyền thuyết đen được tạo ra bởi kẻ thù chính trị và tôn giáo của Tây Ban Nha, đặc biệt là Anh.